# Ladino (sprog)
 Ikke at forveksle med Ladin (sprog).
Ladino (eller judeo-spansk) er et jødisk sprog, som forholder sig til spansk som jiddisch til tysk. Det taltes og tales af sefardiske jøder. Det er baseret på middelalderspansk, men med lån fra – foruden hebraisk – også arabisk og andre iberiske sprog og dialekter. Det opstod på den iberiske halvø, og var i brug der op til fordrivelsen af jøderne i år 1492. Efterfølgende kom det under påvirkning fra sprogene i de lande, primært omkring Middelhavet, hvortil de fordrevne jøder flygtede, og især i Grækenland, Tyrkiet og andre dele af det osmanniske rige opstod en blomstrende litterær og musikalsk ladino-kultur. Som mange minoritetssprog er ladino i dag et truet sprog, men interessen for især den musikalske tradition er i dag voksende. 
Andre navne er judæospansk, sefardisk, judezmo og spanjolisk.
| Sprog | Spire Denne artikel om sprog er en spire som bør udbygges. Du er velkommen til at hjælpe Wikipedia ved at udvide den. |